# ナシグンバイ
ナシグンバイ Stephanitis (Stephanitis) nashi Esaki et Takeya, 1931 はカメムシ目グンバイムシ科の昆虫の1つ。ナシを含むバラ科の樹木の害虫で、葉裏から葉の汁を吸う。

## 特徴
体長3.5mm程度のグンバイムシ。頭部は小さくて褐色をしているが、前胸背の突起（帽状部）がその上を覆っており、複眼だけが左右に突き出して見える。複眼は暗褐色をしている。触角は黄色をしており、細長く、第2節が最も短く、第3節はとても長くなっており、第4節は第3節の1/3に達しない。前胸背は褐色でその後方は黒くなっており、左右に突き出す翼突起は大きくて中央に黒い斑紋があり、前突起はやや嚢状になっており、そこに小さな黒い斑紋が入る。中央隆起は大きくて黒い斑紋があり、側隆起は小さい。前翅の鞘状部は大きく、畳んだ時にＸ字状っぽい黒い斑紋が見える。周縁部の網目は基部2列、中央部が3～4列、亜周縁部が2列、中心部が3列、円板は明瞭。体の下面は黒色から暗褐色、歩脚は黄色。
幼虫は孵化直後は透き通っているが、次第に淡黄色になる。体に疣状の突起がある。

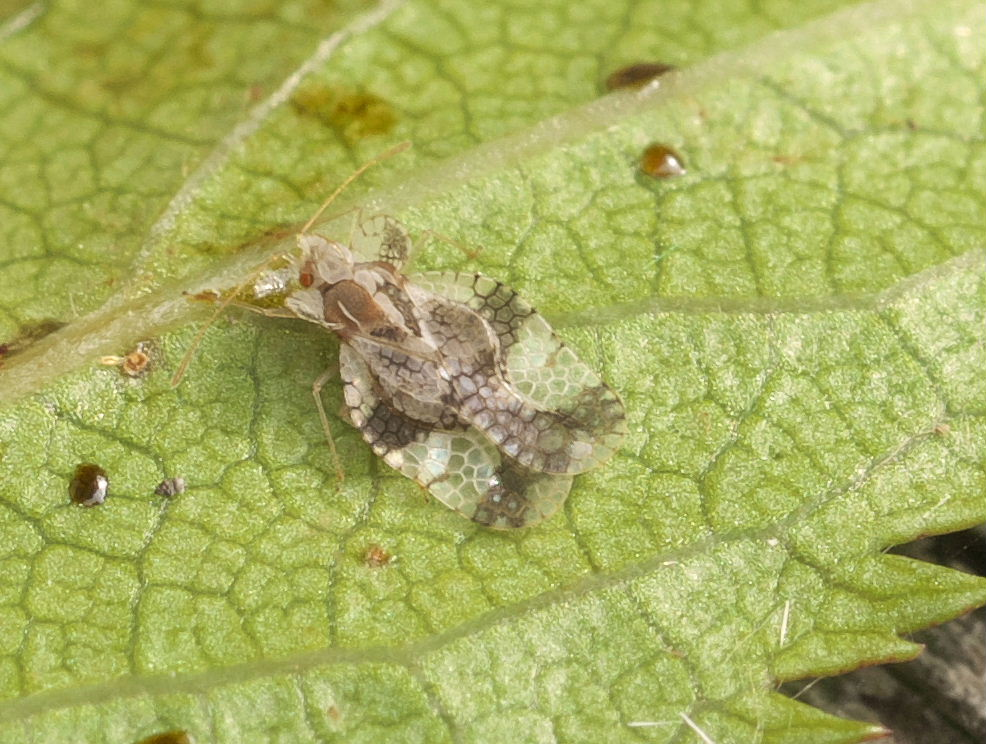
成虫・やや側面より
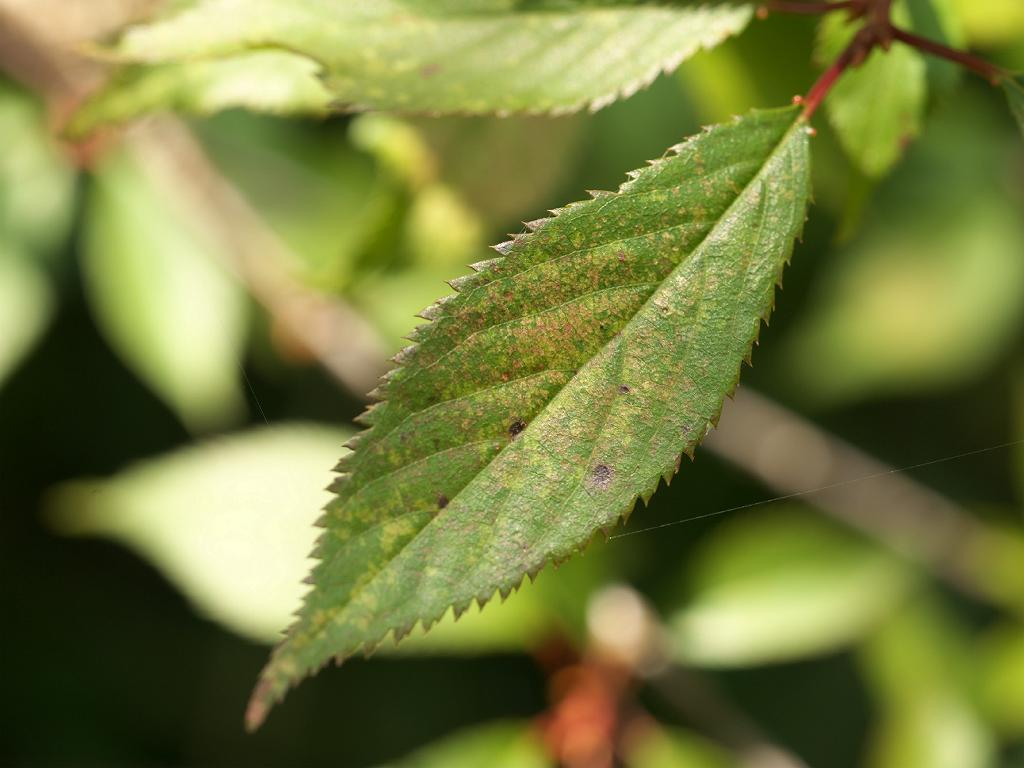
食害を受けたサクラの葉
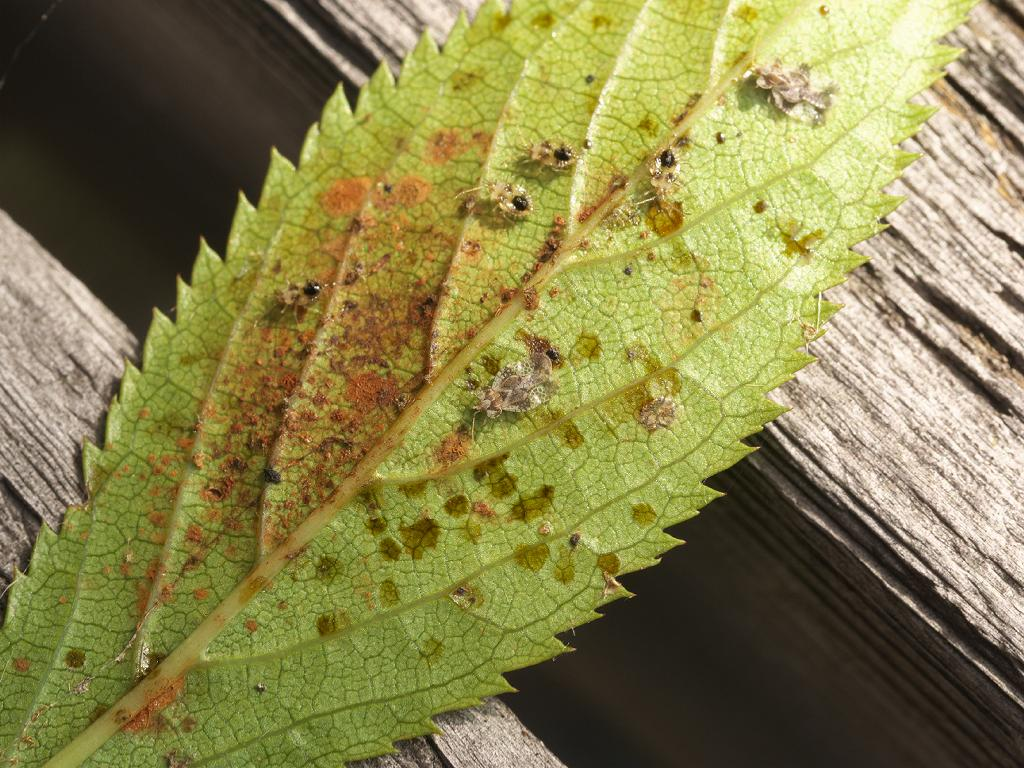
同・その裏面
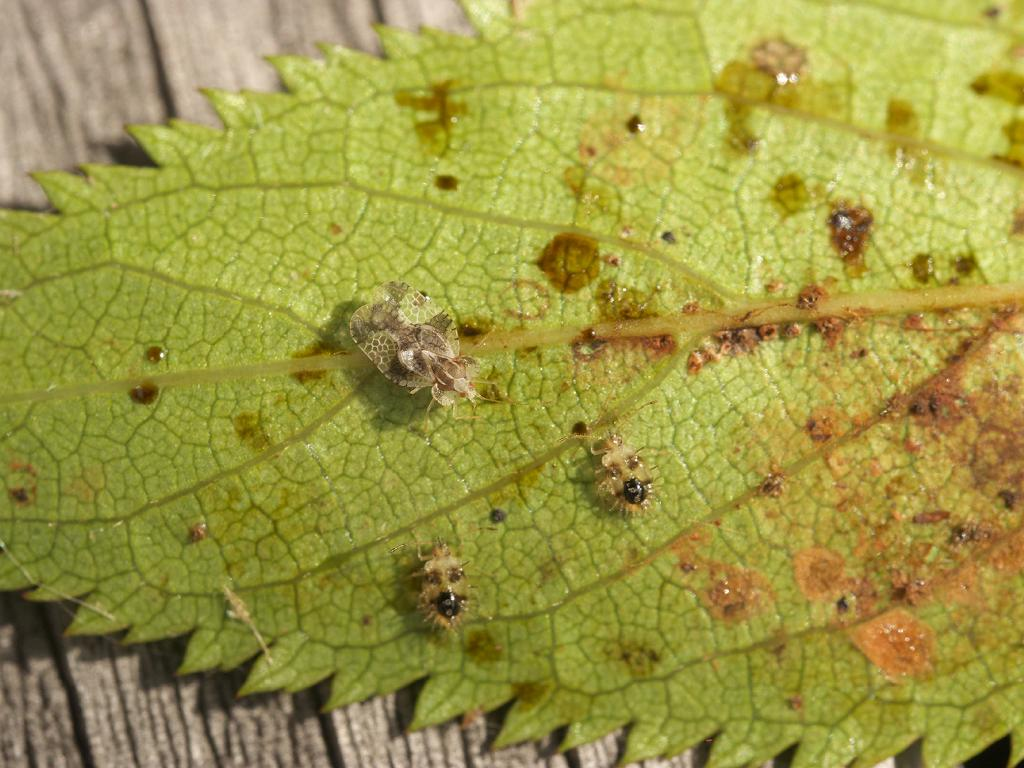
成虫と幼虫の小さな集団

## 分布
日本では本州、四国、九州に、国外では台湾、朝鮮半島、中国とロシア極東域に分布する。

## 生態など
本種はナシなどの害虫として知られるもので、食草の葉裏から細胞を吸収する。越冬は成虫で行い、落葉の下や樹皮の下などで冬を過ごし、5月下旬には越冬場所から離れて食草に来る。越冬成虫は食草の新葉の葉裏に集まり、葉肉部に卵を数個ずつ纏めて産み付ける。卵は1~2週間で孵化し、生まれた幼虫は最初は群生するが、成長につれて活発になり、次第に分散する。幼虫は5齢を経て約20日で成虫となる。食草の上で秋までに2～4世代を経るが、成虫は長く生存してその間に産卵を続けるので夏以降には様々な生育段階のものが混在して見られるようになる。9月下旬から10月上旬に出現する4世代目の成虫は産卵をせずに越冬場所に移動する。なお、世代数は地域によっても異なり、関東以北では年に2～3世代、中部以南では3～4回とも。

## 分類など
本種の属するツツジグンバイ属は世界に60種以上、日本でも27種が知られ、幾つかの亜属に分類することが行われており、本種はツツジグンバイ亜属 Subgen. Stephanitis に含められる。それらには形態的のごく似たものが多く、正確な同定は難しいと言うが、宿主植物が分かれば見当がつけやすいと言い、その中でバラ科の樹木を宿主とするのは本種の他にもう1種、トサカグンバイ S. takeyai がある。この種はバラ科だけでなくクスノキ科やツツジ科、その他にシキミ、イワガラミ、ヤナギ類など広範囲の植物を食草とするもので、この属ではツツジグンバイ S. pyrioides と並んでもっとも普通に見られるものとのことである。形態や斑紋等も本種によく似ているが、前胸背前方の膨らみである帽状部が本種ではくさび形で頭部に覆い被さっていても複眼の幅より小さくて複眼は左右に突き出してよく見えるのに対して、この種ではずっと大きくて幅広く、複眼の幅より広くなっていることで区別出来る。
本種には別亜種 S. n. sugiensis があり、これは韓国の水原に産し、それ以外の地域では基亜種が分布する。

## 被害の状況
本種はその和名の通りにナシの害虫として有名なもので、そのほかにリンゴ、モモ、ウメ、オウトウなどを加害する。本種は成虫、幼虫共に葉の葉緑素を吸収するので葉はハダニの被害に遭ったようにかすり状になり、また葉裏は排泄物で汚れ、被害を受けた葉は早期に脱落する。被害は7月以降から秋にかけて発生する。オウトウでは発生例はあるものの多発はしないという。リンゴでは第2次世界大戦末期からしばらくの間に広く発生して被害が目だったという。サクラにも発生するが被害は軽微であるとのこと。
越冬成虫の生存率が高くないため、第1世代の被害はあまり目立たないことが多く、世代を繰り返して急速に個体数を増やし、特に盛夏から秋にかけて干天が続くと急激な増加を起こすことがある。ただしアブラムシ、シンクイムシ等の主要な害虫への対策として定期的に薬剤が散布されている間には発生することが少なく、本種のための対策は特に取る必要がない場合が多いといい、それでも収穫期以降、定期散布が行われないと大発生が起きる場合もある。本種の被害はその初期には発見が困難で、被害が進んで葉の白斑が大きく見られるようになって気付く、ということが多い。防除においては発生の初期を取られることが重要で注意が必要である、という。大まかに言えばそれなりに重要な害虫ではあるが本種より大きな影響を持つ害虫は他におり、本種に関してはそれらへの対応でおおむねは対処出来ている、ということのようである。
なお、上述のトサカグンバイは本種以上に普通種であるとされているが、害虫としての重要性は本種より低いようで梅谷、岡田(2003)でもその記述は本種よりかなり少なく、農山漁村文化協会編(2015)では取り上げられていない。